# Museo d'arte (Avellino)
Il Museo d'Arte è un museo di arte moderna e contemporanea situato ad Avellino.

## Storia
Il museo fu inaugurato il 2 gennaio 1995.
Nel gennaio 2006 venne chiuso per la risistemazione della collezione. La seconda riapertura al pubblico, con il relativo riallestimento, è avvenuta nel maggio 2012.

## Collezione
La collezione di opere d'arte moderna e di arte contemporanea comprende sculture, disegni, pastelli, dipinti, oli, e multipli artistici (calcografie, bronzi, argenti, litografie e serigrafie).
La maggioranza delle opere esposte sono in concessione da privati per almeno un anno, altre sono di proprietà.
La collezione attualmente è distinta in tre sezioni.

### SezioneOttocento
- Pietro Bouvier (1839-1927): Cacciagione (1897).
- Gabriele Carelli (1820-1900): Convento dei Cappuccini, Amalfi (1899).
- Giovanni Colmo (1867-1947): Alberi intrecciati (1905-1915).
- Walter Duncan (1848-1932): Fanciulla bel bosco (1898) e  Venditrice di fiori a St. Martin in the Fields (1919).
- Vincenzo Irolli (1860-1949): Bambina con tacchino (1930) e Ritorno dalla scampagnata.
- Salvatore Petruolo (1857-1946): Paesaggio innevato (1874).
- Raffaele Tafuri (1857-1929): Angolo di Pedavena (1910).
- Vincenzo Volpe (1855-1929): Donna con chitarra (1895).

### SezioneNovecento
- Carlo Carrà (1881-1966): Onde (1924) e Bagnate (1924).
- Giorgio de Chirico (1888-1978): I fuochi sacri (1929), Gli archeologi (1969) e I mobili nella valle (1971).
- Pietro D'Achiardi (1879-1940): Paesaggio di Lorenzana con calesse (1937).
- Emilio Greco (1913-1995): Aretusa (1989).
- Renato Guttuso (1911-1987): Natura Morta (1981).
- Ernesto Treccani (1920-2009): Maternità (1980-1990).
- Ugo Attardi (1926-2006): Ulisse (1990-2000).
- Remo Brindisi (1918-1996): Guerriero (1979).
- Tonino Caputo (1933): Il cortile (1987).
- Lucio Cargnel (1903-1998): Paesaggio di periferia (1963).
- Mario Ceroli (1938): Icosaedro (1980-1999).
- Gianni Dova (1925-1991): Uccello di Bretagna (1990).
- Carmelo Fodaro (1936): Natura morta (1970-1989).
- Felicita Frai (1909-2010): Fiori modesti (1989).
- Giovan Francesco Gonzaga (1921-2007): I due corsieri (1995) e Paesaggio Bergamasco (2000).
- Beppe Guzzi (1902-1982): Ville (1970).
- Renzo Vespignani (1924-2002): Marta (1982).

### SezioneContemporanea
- Giancarlo Angeloni (1966):  Positano chiesa madre (2013).
- Maurizio Delvecchio (1962): Il tramonto e l'attesa (2013).
- Athos Faccincani (1951): Girasoli (2001).
- Alfonso Fratteggiani Bianchi (1952): Colore Blu 23050 (2014).
- Rabarama (1969): Palpit-azione (2010).
- Paola Romano (1951): Luna sospesa bianca (2011).

## Biblioteca e cineteca
Il museo ospita anche una biblioteca, dedicata alla storia dell'arte, soprattutto del XIX e del XX secolo, con particolare interesse agli autori presenti nell'esposizione permanente, e una cineteca documentaristica, con filmati riguardanti principalmente l'arte italiana dal Duecento ad oggi.

## Pubblicazioni
Il museo nell'ambito della sua attività di ricerca ed approfondimento pubblica delle monografie e degli studi tematici, oltre a realizzare mostre e convegni.